# Große Choral-Synagoge (Riga)

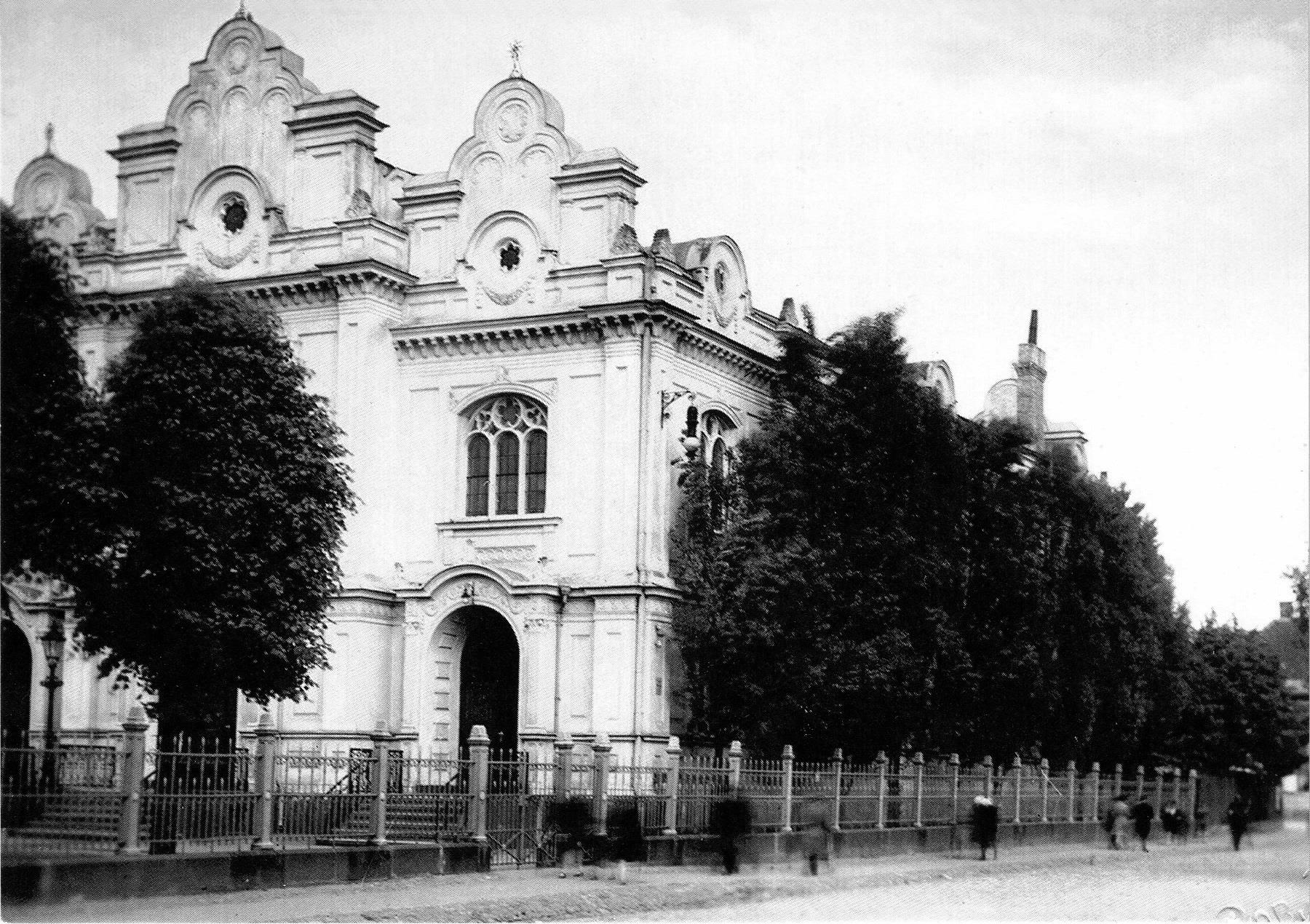
Große Choral-Synagoge in Riga in den 1930er Jahren

Die Große Choral-Synagoge wurde 1870/71 nach einem Entwurf des Architekten Paul Hardenack (1819–1879) in der damaligen Bahnhofstraße (heute Emīlijas Benjamiņas iela) Ecke Bärenstraße (heute Dzirnavu iela) in Riga errichtet.
Nach dem Überfall auf die Sowjetunion am 22. Juni 1941 kam bis zum 8. Juli 1941 das gesamte Gebiet des zu diesem Zeitpunkt sowjetisch okkupierten Lettlands in den Machtbereich des nationalsozialistischen Deutschen Reichs.
Am 4. Juli 1941, nur drei Tage nach der Einnahme Rigas durch die Wehrmacht, wurde die Choral-Synagoge – so wie andere jüdische Bethäuser auch – auf Veranlassung der Einsatzgruppen in Brand gesteckt.

„Eine etwa 15 Mann starke Gruppe des Arajs-Kommandos hatte sich am selben Tag zur Großen Synagoge in der Gogolstraße begeben. Dort lieferte ihnen ein Auto des Kommandos Benzin. Die Brandstifter stürmten in das Gebäude […] und zerstörten die Inneneinrichtung. Die Trümmer wurden aufgeschichtet, mit Benzin übergossen und angezündet […]. Andere Juden befanden sich in der Synagoge, darunter Vertriebene aus Kaunas und anderen Städten Litauens und Lettlands, die sich vor den deutschen Truppen bis nach Riga geflüchtet hatten. Wer aus dem brennenden Gebäude zu entkommen versuchte, wurde von Maschinengewehrposten des Arajs-Kommandos niedergeschossen. Alle anderen […] verbrannten im Gebäude.“

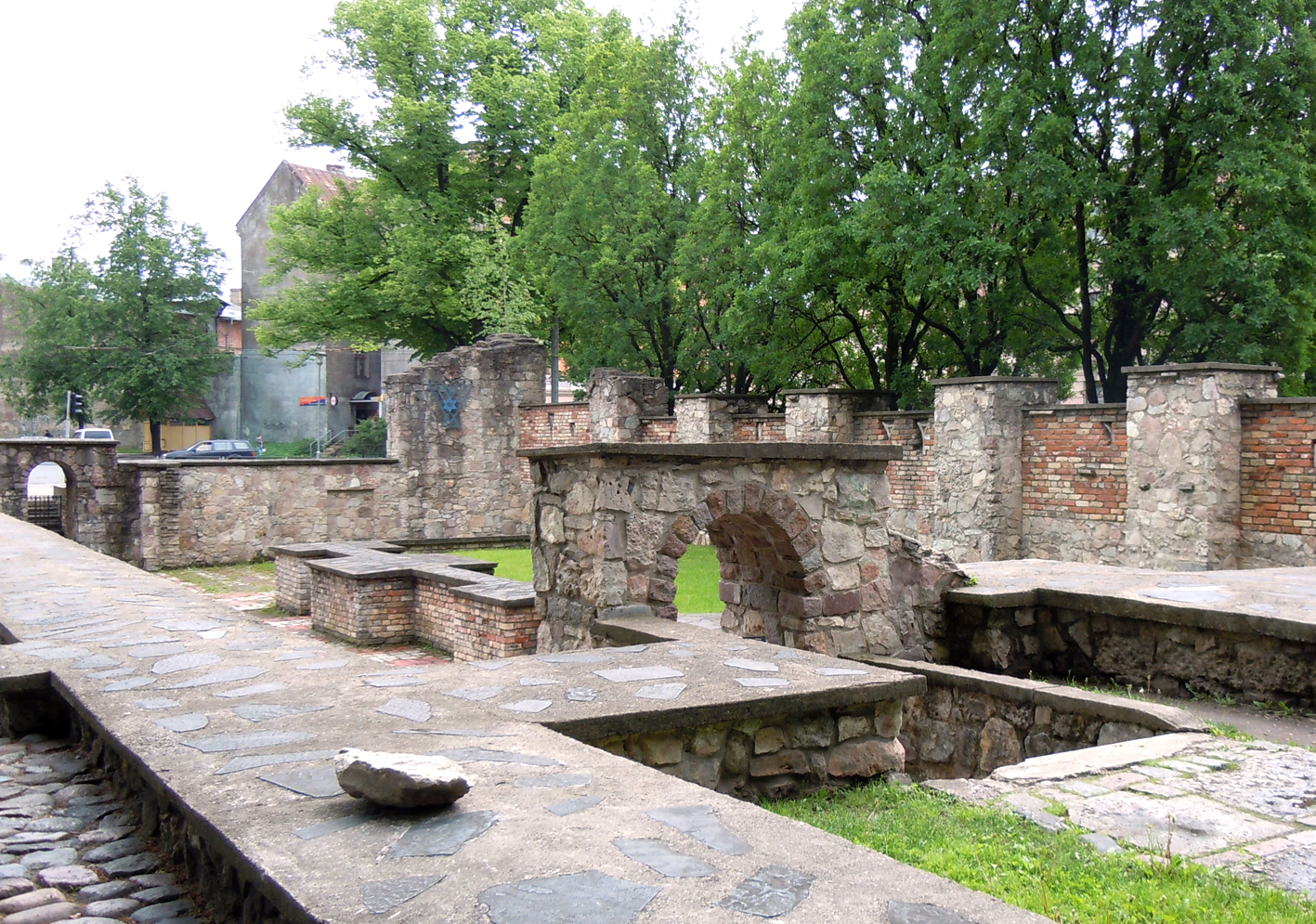
Gedenkstätte und Mauerreste der Synagoge

Innerhalb des ersten halben Jahres der NS-Herrschaft wurde nahezu die gesamte einheimische jüdische Bevölkerung Lettlands – rund 73.000 Menschen – ermordet.
Seit der Wiederherstellung der Unabhängigkeit der Republik Lettland ist der 4. Juli ein nationaler Gedenktag. Im Jahr 2001 wurde in den Ruinen der Synagoge eine Holocaust-Gedenkstätte errichtet.